# Cephalochrysa texanus
Cephalochrysa texanus is een vliegensoort uit de familie van de Stratiomyidae. De wetenschappelijke naam van de soort is voor het eerst geldig gepubliceerd in 1904 door Melander.